# 그녀의 내음
《그녀의 내음》(영어: Her Smell)은 2018년 공개된 미국의 드라마 영화이다. 앨릭스 로스 페리가 감독과 각본을 맡았다. 2018년 9월 9일 제43회 토론토 국제 영화제에서 전 세계 최초로 상영되었다.

## 출연진
- 엘리자베스 모스
- 카라 델러빈
- 댄 스티븐스
- 애그니스 딘
- 게일 랭킨
- 애슐리 벤슨
- 딜런 걸룰라
- 이카 다빌
- 해나 그로스
- 버지니아 매드슨
- 에릭 스톨츠
- 앰버 허드